# Heinrich Ludwig Hermann Müller
Heinrich Ludwig Hermann Müller (o Mueller) (Mühlberg, Turingia, 23 de septiembre de 1829 - Prato allo Stelvio, Italia, 25 de agosto de 1883) fue un botánico, briólogo, y zoólogo alemán, que proporcionó una importante evidencia a la teoría de la evolución de Darwin.
En 1873, fue el autor de Die Befruchtung der Blumen durch Insekten (La fertilización de las flores por los insectos), un libro traducido a sugerencia de Darwin en 1883 como The fertilisation of flowers. Él y Darwin intercambiaron 36 cartas, y se registran documentos de Darwin sobre Müller. Darwin lo citó extensamente en La Filiación del Humano y la Selección ligada al Sexo por su información sobre el comportamiento de las abejas.
Müller estaba convencido de que 

"... cada preocupación religiosa, no sólo contra la investigación misma de la naturaleza, sino también contra la superioridad promedio de sus resultados, debe desaparecer por completo tan pronto como los representantes de la religión y los de la ciencia en la incondicional búsqueda de la verdad coincidan ". H. Müller, Die Hypothese in der Schule, 1879

## Algunas publicaciones
- Die Befruchtung der Blumen durch Insekten und die gegenseitigen Anpassungen beider. Ein Beitrag zur Erkenntniss des ursächlichen Zusammenhangs in der Natur. (La fertilización de las flores por los insectos y los ajustes de ambas. Una contribución al conocimiento de la relación de causalidad en la naturaleza.) - Leipzig 1873. Este trabajo todavía estaba vivo por los biólogos y filólogos, biomatemáticos D'Arcy Thompson traducido y publicado en el año de la muerte de Miller con un prefacio de Darwin, quien escribió: „El valor del libro de Müller, es innegable. ... Él es un juez de alta capacidad ...“. El prefacio de Darwin, fue escrito un par de semanas antes de su muerte, es uno de los últimos textos del fundador de la teoría evolutiva.
- Die Insekten als unbewußte Blumenzüchter (1879) (Los insectos como los polinizadores de flores) - Tres artículos en el Kosmos, tomo III, N.º 4 y siguientes de publicación. Parte 1: pp. 314-337, Parte 2: pp. 403-426, Parte 3: 476-499
- Die Wechselbeziehungen zwischen den Blumen und den ihre Kreuzung vermittelnden Insekten ( Las interacciones entre las flores y su intersección mediación de insectos). En: Schenk, A. (eds.) Manual de Botánica, Volumen (I. Enciclopedia de la Ciencia div. I. parte). Breslau, 1879
- Alpenblumen, ihre Befruchtung durch Insekten und ihre Anpassungen an dieselben ( Flores de los Alpes, su fecundación por los insectos y sus adaptaciones a la misma). Leipzig, 1881

- La abreviatura «H.Müll.» se emplea para indicar a Heinrich Ludwig Hermann Müller como autoridad en la descripción y clasificación científica de los vegetales.[2]